# Скаржиский повет
Скаржиский повет (пол. Powiat skarżyski) — повет (район) в Польше, входит как административная единица в Свентокшиское воеводство. Центр повета — город Скаржиско-Каменна. Занимает площадь 395,30 км². Население — 77 299 человек (на 30 июня 2015 года).

## Административное деление
- города: Скаржиско-Каменна, Сухеднюв
- городские гмины: Скаржиско-Каменна
- городско-сельские гмины: Гмина Сухеднюв
- сельские гмины: Гмина Ближын, Гмина Лончна, Гмина Скаржыско-Косцельне

## Демография
Население повета дано на 30 июня 2015 года.
| Перепись            | Всего  | Мужчины | Женщины |
| ------------------- | ------ | ------- | ------- |
|                     | чел.   | чел.    | чел.    |
| Всего               | 40 206 | 19 849  | 20 357  |
| Городское население | 12 105 | 5808    | 6297    |
| Сельское население  | 28 101 | 14 041  | 14 060  |